# Preševo
Preševo (in cirillico: Прешево?; in albanese Preshevë o Presheva) è una municipalità della Serbia del distretto di Pčinja nella parte meridionale della Serbia centrale, al confine con il Kosovo e la Macedonia del Nord. 
La popolazione è composta in grande maggioranza da albanesi con il 93,7% (31 340), seguono i serbi con il 4,80% (1 607),